# Thérèse Debains
Thérèse Debains (Versailles, 25 marzo 1897 – Bégard, 24 dicembre 1974) è stata una pittrice francese.

## Biografia
L'artista iniziò la sua carriera molto giovane, nel 1926. Tra i suoi primi estimatori e collezionisti è da annoverare Léopold Zborowski, il quale scoprì e promosse l'opera di Modigliani e di altri grandi artisti della Scuola di Parigi all'inizio del XX secolo. Influenzata dalla frequentazione del pittore Maurice Denis e della pittura Nabis, le sue tele sono caratterizzate da una rara delicatezza tonale chiarista e sono generalmente nature morte, ritratti o paesaggi bretoni.
Le opere della Debains furono più volte esposte in importanti gallerie francesi, tra cui la parigina Galerie Katia Granoff, ed entrarono a far parte di importanti collezioni pubbliche (Museo d'Algeri, Museo d'arte moderna di Parigi, Chester Dale Collection - Washington D.C.) e private, tra cui la collezione Netter. Proprio a quest'ultima collezione sono state dedicate importanti mostre negli ultimi anni sia in Francia che in Italia (prima a Roma poi a Milano). In dette occasioni le opere di Debains sono state esposte accanto a quelle di Modigliani, Soutine ed altri importanti esponenti dell'École de Paris.